# Salix argyrocarpa
Salix argyrocarpa är en videväxtart som beskrevs av Anderss.. Salix argyrocarpa ingår i släktet viden, och familjen videväxter. Inga underarter finns listade i Catalogue of Life.

## Bildgalleri

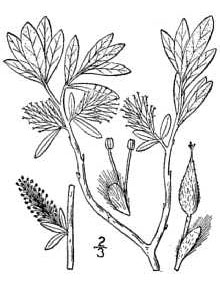